# Kelompok Penerbang Roket
Kelompok Penerbang Roket  is een Indonesische indierockband band uit Jakarta die werd opgericht in 2011. De band bestaat uit zanger en bassist John Paul Patton, gitarist en achtergrondzanger Rey Marshall en drummer Igusti Vikranta. De naam van de band is geïnspireerd op het nummer "Mencarter Roket" van Duo Kribo. De muziek die ze maken wordt beïnvloed door bands als Led Zeppelin, Deep Purple, Black Sabbath, Hawkwind en Pink Floyd.

## Discografie

### Albums
| Jaar | Titel          |
| ---- | -------------- |
| 2015 | Teriakan Bocah |
| 2018 | Galaksi Palapa |

### Singles
| Jaar | Titel          | Album          |
| ---- | -------------- | -------------- |
| 2014 | Dimana Merdeka | Teriakan Bocah |
| 2017 | Berita Angkasa | Galaksi Palapa |
| 2019 | Ironi          | Galaksi Palapa |
| 2020 | Dikejar Setan  | Teriakan Bocah |
| 2020 | Roda Gila      | Geen album     |

## Prijzen
| Jaar | Prijs      | Categorie                                   | Ontvanger      | Resultaat   |
| ---- | ---------- | ------------------------------------------- | -------------- | ----------- |
| 2019 | AMI Awards | Beste duo/groep/zanggroep/rock-samenwerking | Berita Angkasa | Genomineerd |
| 2020 | AMI Awards | Beste rockalbum                             | Galaksi Palapa | Gewonnen    |
| 2020 | AMI Awards | Beste rockduo/groep/samenwerking            | Dikejar Setan  | Genomineerd |